# Lindon Selahi
Lindon Selahi (* 26. Februar 1999 in Namur) ist ein belgisch-albanischer Fußballspieler, der aktuell auf Leihbasis vom FC Twente Enschede bei HNK Rijeka unter Vertrag steht. Der Mittelfeldspieler ist seit Oktober 2019 albanischer Nationalspieler.

## Karriere

### Verein
Der im wallonischen Namur geborene Lindon Selahi ist der Sohn einer albanischen Familie aus Nordmazedonien, welche aus Kumanovo stammt und begann im Alter von vier Jahren in seiner Heimatstadt beim CAPS Namur mit dem Fußballspielen. In seiner Jugendzeit spielte er auch bei Sportive Jamboise und UR Namur, bevor er 2011 erstmals in die Nachwuchsabteilung von Standard Lüttich kam. Nachdem er von 2014 bis 2016 für den RSC Anderlecht gespielt hatte, kehrte er wieder zu Standard Lüttich zurück. Anfang Juni 2016 unterzeichnete Selahi seinen ersten professionellen Vertrag bei den Rouches. Am 10. Mai 2018 (8. Spieltag der Play-offs) debütierte er beim 3:1-Heimsieg gegen den RSC Anderlecht in der höchsten belgischen Spielklasse. Er stand in der Startaufstellung, wurde jedoch bereits in der Halbzeitpause durch Carlinhos ersetzt. Dies sollte sein einziger für Standard sein, denn er kam weder in dieser Saison 2017/18 noch in der nächsten Spielzeit 2018/19 zu einem weiteren Einsatz bei den Profis.
Am 6. Juni 2019 wechselte Selahi ablösefrei zum niederländischen Ehrendivisionär FC Twente Enschede, wo er einen Zweijahresvertrag mit Option auf ein weiteres unterzeichnete. Am 3. August 2019 (1. Spieltag) debütierte er beim 1:1-Unentschieden gegen die PSV Eindhoven für seinen neuen Verein. Unter dem Cheftrainer Gonzalo García García entwickelte er sich rasch als Stammspieler. Sein erstes Saisontor erzielte er am 25. Oktober 2019 (11. Spieltag) beim 4:1-Heimsieg gegen den FC Emmen. In dieser Saison 2019/20 bestritt er 25 Ligaspiele, in denen ihm zwei Tore und eine Vorlage gelangen.
In der nächsten Spielzeit 2020/21 kam er jedoch nur sporadisch zum Einsatz, weshalb er im Januar 2021 auf Leihbasis bis Saisonende zum Ligakonkurrenten Willem II Tilburg wechselte.

### Nationalmannschaft
Selahi hätte aufgrund seiner Herkunft für Albanien Belgien, den Kosovo oder Nordmazedonien auflaufen können. Er spielte im Jahr 2014 zwei Mal für die belgischen U16-Nationalmannschaft. Ab 2015 lief er für die albanische U17-Auswahl auf.
Zwischen Mai 2018 und März 2019 bestritt er fünf Länderspiele für die U21.
Am 14. Oktober 2019 debütierte er beim 4:0-Auswärtssieg gegen die Republik Moldau für die albanische Nationalmannschaft in der Qualifikation zur Europameisterschaft 2020, als er in der Schlussphase für Keidi Bare eingewechselt wurde.